# Олдамбт
Олдамбт (нід. Oldambt) — регіон на північному сході провінції Гронінген у Нідерландах. Розташований на нідерландсько-німецькому кордоні.